# Tam wędrują bizony
Tam wędrują bizony (ang. Where the Buffalo Roam) – komedia z 1980 roku oparta na autobiograficznych tekstach, których autorem był Hunter S. Thompson. Film pokazuje drogę do sławy dziennikarza oraz jego stosunki z prawnikiem i aktywistą Oscarem Acostą.

## Fabuła
Akcja filmu rozpoczyna się w Kolorado, na ranczu Thompsona, który próbuje ukończyć artykuł na temat swojego przyjaciela, prawnika Carla Lazlo. W trakcie tego zaczyna sobie przypominać wspólnie spędzone chwile. Wspomnieniami wraca do 1968 roku, kiedy to Lazlo broni grupę młodych ludzi, którzy zostali posądzeni o posiadanie marihuany, przed pójściem do więzienia. Adwokat namawia Thompsona, żeby ten napisał o tym artykuł do gazety. W trakcie rozprawy, kiedy sędzia ogłasza werdykt skazujący, Lazlo zaatakował oskarżyciela i został zamknięty w areszcie za obrazę sądu.
Artykuł w gazecie na temat sprawy okazał się sensacją, jednak Thompson nie ma kontaktu z prawnikiem przez następne cztery lata. Wtedy to podczas meczu Super Bowl VI w Los Angeles Lazlo zjawia się w restauracji i próbuje przekonać dziennikarza, by ten zaprzestał pisać na temat pucharu i dołączył do jego grupy „wojowników o wolność”, którzy zaangażowani są w przemyt broni z Ameryki Łacińskiej. Ten zgadza się i jedzie z byłym adwokatem odebrać dostawę broni, która ma przylecieć w małym samolocie. Kiedy jednak zjawia się policja, Lazlo i jego ludzie postanawiają uciec samolotem, jednak Thompson odmawia udania się z nimi. Dalej kariera dziennikarza nabiera blasku. Pojawia się okładkach gazet i na uniwersytetach, gdzie daje wykłady. Podczas kampanii prezydenckiej w 1972 roku wraz z innymi dziennikarzami podróżował po całym kraju, opisując wydarzenia, jakie miały miejsce w trakcie wyborów. W pewnym momencie został jednak wyrzucony z samolotu dla dziennikarzy i rozpoczął podróż z ekipą pomocniczą kampanii. Tam spotkał Harrisa, dziennikarza, któremu podał silnie halucynogenny narkotyk i zabrał mu ubranie. Na następnym przystanku, w ubikacji miał okazję spotkać jednego z kandydatów. Ciągle ubrany w strój Harrisa, Thompson wrócił do samolotu dla dziennikarzy, gdzie po pewnym czasie pojawia się Lazlo. Po małej awanturze obaj zostają wyrzuceni z samolotu.
Akcja z powrotem wraca na ranczo Thompsona, który właśnie kończy pisać swoją historię i tłumaczy, dlaczego nie poszedł dalej z Lazlo.

## Obsada
- Bill Murray – Hunter S. Thompson
- Peter Boyle – Carl Lazlo
- Bruno Kirby – Marty Lewis
- René Auberjonois – Harris
- Craig T. Nelson – policjant

## Ścieżka dźwiękowa
Ścieżka dźwiękowa do filmu została wydana na płycie winylowej w 1980 roku i do dzisiaj nie doczekała się re-edycji na płycie kompaktowej. Oto spis utworów:
1. „Buffalo Stomp” – performed by Neil Young with the Wild Bill Band of Strings
2. „Ode to Wild Bill #1” – written and performed by Neil Young
3. „All Along the Watchtower” – written by Bob Dylan; performed by The Jimi Hendrix Experience
4. „Lucy in the Sky with Diamonds” – written by John Lennon and Paul McCartney; performed by Bill Murray
5. „Ode to Wild Bill #2 – written and performed by Neil Young
6. „Papa Was a Rollin’ Stone” – written by Norman Whitfield and Barrett Strong; performed by The Temptations
7. „Home, Home on the Range” – written by Brewster Higley and Daniel Kelley; performed by Neil Young
8. „Straight Answers” (dialogue) – performed by Bill Murray
9. „Highway 61 Revisited” – written and performed by Bob Dylan
10. „I Can’t Help Myself (Sugar Pie Honey Bunch)” – written by Holland–Dozier–Holland; performed by the Four Tops
11. „Ode to Wild Bill #3” (plus dialogue) – written and performed by Neil Young
12. „Keep on Chooglin'” – written by John Fogerty; performed by Creedence Clearwater Revival
13. „Ode to Wild Bill #4” – written and performed by Neil Young
14. „Purple Haze” – written by Jimi Hendrix; performed by The Jimi Hendrix Experience
15. „Buffalo Stomp Refrain” – performed by Neil Young with the Wild Bill Band of Strings